# Nazionale maschile di football americano del Canada
La nazionale di football americano del Canada è la selezione maggiore di football americano di Football Canada che rappresenta il Canada nelle varie competizioni ufficiali o amichevoli riservate a squadre nazionali.

## Risultati
Legenda: Grassetto: Risultato migliore, Corsivo: Mancate partecipazioni

## Dettaglio stagioni

### Amichevoli
| Stagione | Vin | Par | Per | Tot | PF  | PS  | avversaria                                    |
| -------- | --- | --- | --- | --- | --- | --- | --------------------------------------------- |
| 1995     | 1   | 0   | 1   | 2   | 51  | 34  | Irlanda                                       |
| 1998     | 0   | 0   | 1   | 1   | 0   | 6   | Gran Bretagna universitaria                   |
| 2000     | 1   | 0   | 1   | 2   | 43  | 51  | East Kilbride Pirates, Chester Romans         |
| 2002     | 2   | 0   | 0   | 2   | 82  | 6   | Carrickfergus Knights, Chester Romans         |
| 2004     | 2   | 0   | 0   | 1   | 85  | 14  | Edinburgh Wolves, Gran Bretagna universitaria |
| 2005     | 0   | 0   | 1   | 1   | 12  | 23  | Gran Bretagna universitaria                   |
| 2006     | 0   | 0   | 1   | 1   | 14  | 33  | Gran Bretagna universitaria                   |
| 2025     | 1   | 0   | 0   | 1   | 56  | 0   | Italia                                        |
| Totale   | 7   | 0   | 5   | 12  | 343 | 167 |                                               |

Fonte: americanfootballitalia.com

### Tornei

#### Mondiali
| Stagione | regular season | regular season | regular season | regular season | regular season | regular season | playoff | playoff | playoff | playoff | playoff | playoff   | playoff     |
|          | Vin            | Par            | Per            | Tot            | PF             | PS             | Vin     | Per     | Tot     | PF      | PS      | risultato | avversaria  |
| -------- | -------------- | -------------- | -------------- | -------------- | -------------- | -------------- | ------- | ------- | ------- | ------- | ------- | --------- | ----------- |
| 2011     | 3              | 0              | 0              | 3              | 112            | 51             | 0       | 1       | 1       | 7       | 50      | Secondi   | Stati Uniti |
| Totale   | 3              | 0              | 0              | 3              | 112            | 51             | 0       | 1       | 1       | 7       | 50      |           |             |

Fonte: americanfootballitalia.com

### Riepilogo partite disputate
| Anno           | Luogo     | Evento     | Fase del torneo | Incontro                             | Risultato |
| 1995           | ?         | Amichevole |                 | Canada - Irlanda                     | 24 - 27   |
| 1995           | ?         | Amichevole |                 | Canada - Irlanda / Caïmans72 du Mans | 27 - 7    |
| 1998           | ?         | Amichevole |                 | Canada - Gran Bretagna universitaria | 0 - 6     |
| 2000           | ?         | Amichevole |                 | East Kilbride Pirates - Canada       | 38 - 19   |
| 2000           | ?         | Amichevole |                 | Chester Romans - Canada              | 13 - 24   |
| 2002           | Dublino   | Amichevole |                 | Carrickfergus Knights - Canada       | 6 - 34    |
| 2002           | ?         | Amichevole |                 | Chester Romans - Canada              | 0 - 48    |
| 2004           | Edimburgo | Amichevole |                 | Edinburgh Wolves - Canada            | 0 - 51    |
| 2004           | ?         | Amichevole |                 | Canada - Gran Bretagna universitaria | 34 - 14   |
| 2005           | ?         | Amichevole |                 | Canada - Gran Bretagna universitaria | 12 - 23   |
| 2006           | ?         | Amichevole |                 | Canada - Gran Bretagna universitaria | 14 - 33   |
| 2011           | Graz      | Mondiale   | Girone          | Francia - Canada                     | 10 - 45   |
| 2011           | Graz      | Mondiale   | Girone          | Canada - Austria                     | 36 - 14   |
| 2011           | Graz      | Mondiale   | Girone          | Canada - Giappone                    | 31 - 27   |
| 2011           | Vienna    | Mondiale   | Finale          | Stati Uniti - Canada                 | 50 - 7    |
| 19 aprile 2025 | Cagliari  | Amichevole |                 | Italia - Canada                      | 0 - 56    |

## Confronti con le altre Nazionali
Questi sono i saldi del Canada nei confronti delle Nazionali incontrate.

### Saldo positivo
| Nazionale | Giocate | Vinte | Pareggiate | Perse | PF | PS | Ultima vittoria | Ultimo pari | Ultima sconfitta |
| --------- | ------- | ----- | ---------- | ----- | -- | -- | --------------- | ----------- | ---------------- |
| Italia    | 1       | 1     | 0          | 0     | 56 | 0  | 2025            | -           | -                |
| Francia   | 1       | 1     | 0          | 0     | 45 | 10 | 2011            | -           | -                |
| Austria   | 1       | 1     | 0          | 0     | 36 | 14 | 2011            | -           | -                |
| Giappone  | 1       | 1     | 0          | 0     | 31 | 27 | 2011            | -           | -                |

### Saldo in pareggio
| Nazionale | Giocate | Vinte | Pareggiate | Perse | PF | PS | Ultima vittoria | Ultimo pari | Ultima sconfitta |
| --------- | ------- | ----- | ---------- | ----- | -- | -- | --------------- | ----------- | ---------------- |
| Irlanda   | 2       | 1     | 0          | 1     | 51 | 34 | 1995            | -           | 1995             |

### Saldo negativo
| Nazionale                   | Giocate | Vinte | Pareggiate | Perse | PF | PS | Ultima vittoria | Ultimo pari | Ultima sconfitta |
| --------------------------- | ------- | ----- | ---------- | ----- | -- | -- | --------------- | ----------- | ---------------- |
| Gran Bretagna universitaria | 4       | 1     | 0          | 3     | 60 | 76 | 2004            | -           | 2006             |
| Stati Uniti                 | 1       | 0     | 0          | 1     | 7  | 50 | -               | -           | 2011             |

## Roster storici
| Roster del Canada - Mondiale 2011 |
| --- |
| Quarterback - 3 Michael Faulds - 10 Donnie Marshall - 15 Josh Sacobie Running Back - 34 Nick FitzGibbon - 39 Michel-Pierre Pontbriand FB - 35 David Stevens - 33 Matt Walter Wide Receiver - 84 Shamawd Chambers - 1 Ricky Clarke - 82 Jedd Gardner - 18 Dante Luciani - 80 Jahmeek Murray WR/RB - 11 Alexandre Poirer - 86 Scott Valberg - 12 Stefon Jackman Offensive Linemen - 68 Reed Alexander - 62 Dan Bederman - Luke Summers - 65 Josh Buttrill - 64 Justin Glover - 60 Sherko Haji-Rasouli - 77 Jason Medeiros - 61 Matt Norman - 66 Zachary Pollari Defensive Linemen - 90 Adriano Belli - 93 Brian Guebert - 99 Michaël Jean-Louis - 96 Josh Symons DT - 98 David Rybinski - 95 Jake Thomas DT/LB Linebacker - 55 Peter Carrière - 52 Thaine Carter MLB - 51 Alex Deprato LB/DB - 50 Steve Faoro LB/LS - 59 Christian Houle - 53 Tom Labenski - 54 Anthony Maggiacomo Defensive Back - 21 Troy Adams - 28 Maxim Bérubé - 24 Matt Carapella - 29 Shane Hall CB - 49 Julien Hamel - 22 Alexander Hoad CB - 25 Joel Lipinski - 23 Bryce McCall - 20 Sammy Okpro HB/Sam/FS Special Team - 5 Lirim Hajrullahu K/P Lista delle riserve - Offense - Anthony Woodson RB Roster aggiornato al 22 aprile 2025 |

| Roster del Canada - amichevole Italia-Canada 2025 |
| --- |
| Quarterback - 11 Michael O'Connor - 12 Chris Merchant Running Back - 8 Jourdain Alexis RB/WR - 22 Jamel Lyles - 24 Ryth-Jean Giraud Wide Receiver - 1 Trivel Pinto - 9 Ben von Jagow - 14 Javonni Cunningham - 84 Dallas Dixon - 85 Jaylan Greaves Tight End - 6 Chase Arseneau - 19 Anthony Valvano TE/FB - 39 Mitch Raper TE/FB - 87 Hayden Amis TE/FB Offensive Linemen - 57 Alexandre Marcoux - 58 Owen Muieller - 60 Ethan Kalra - 63 Brandon Salford - 68 Michael Vlahogiannis - 69 Patrick Davis - 71 Alex Hall - 78 Phil Jeffs Defensive Linemen - 49 James Fleurissaint - 54 Lamar Goods - 74 Makana Henry - 94 Phillipe Lemieux-Cardinal - 95 Kent Hicks - 96 Jacob Spencer - 97 Chris Larsen - 99 Arnold Mbembe Linebacker - 3 Myles Manalo - 10 Jean-Gabriel Poulin - 18 Shawn Charles - 30 Tommy Bringi - 31 Max Nixon - 44 Jayden Lawson - 50 Ben von Muehldorfer Defensive Back - 2 Hakeem Johnson CB - 5 Jassin States CB - 7 Kevin Victome CB - 21 Fredrik Leisure DB/LB - 23 Daniel Valente S - 25 Vincy Biande CB - 37 Lourenz Bowers-Kane DB/LB Special Team - 4 Michael Domagala K/P - 16 Adam Preocain K/P Roster aggiornato al 22 aprile 2025 |